# José Gonçalves da Costa
Dom José Gonçalves da Costa, C.Ss.R. (Belo Horizonte, 27 de abril de 1914 — Belo Horizonte, 19 de junho de 2001) foi um bispo católico brasileiro e Arcebispo Metropolitano de Niterói.

## Biografia
Nasceu em Belo Horizonte, Minas Gerais, filho de João Gonçalves da Costa e Amélia Martins Costa. Cursou o Ensino Médio em Congonhas, no Seminário Menor dos Padres Redentoristas. Fez as faculdades de Filosofia e Teologia no Seminário Maior dos Redentoristas, na Holanda. Foi ordenado sacerdote no dia 18 de dezembro de 1938, na cidade de Tietê.
Foi Professor no seminário de Congonhas, Missionário Paroquial, tendo pregado missões em Minas Gerais e São Paulo. Superior das Missões, pároco e fundador da Paróquia São Sebastião de Coronel Fabriciano. Foi construtor e diretor da Casa de Retiros São José, em Belo Horizonte, Ecônomo Provincial dos Redentoristas, Pároco no Rio de Janeiro da  Paróquia de Santo Afonso.
Foi nomeado Superior Provincial, donde saiu escolhido para Bispo auxiliar do Cardeal Dom Jaime Câmara, no Rio de Janeiro. Foi Secretário Geral da CNBB, de 1964 a 1968; Vigário Geral do Rio de Janeiro, Bispo Diocesano de Presidente Prudente, Arcebispo Metropolitano de Niterói, sucedendo a Dom Antônio de Almeida Moraes Júnior.
Tendo o Papa João Paulo II aceito sua renúncia, em 1990, foi substituído por Dom Carlos Alberto Etchandy Gimeno Navarro.